# Léon van Bon
Léon van Bon (født 28. januar 1972) er en hollandsk tidligere professionel cykelrytter, som havde en karriere, der gik fra 1988 til 2013 (professionel 1994-2013). Han vandt samlet 55 løb i sin karriere, fordelt over baneløb og landevejsløb. Han vandt blandt andet to etaper i Tour de France (1998, 2000), en i Vuelta a España (1997), klassikeren HEW Cyclassic (1998) og samlet i Holland Rundt (2001).
Van Bon deltog i to olympiske lege. Ved OL 1992 i Barcelona stillede han op i pointløb, hvor han i kvalifikationen blev nummer syv og dermed var i finalen. hvor han klarede sig godt og ved indgangen til sidste omgang førte med 41 point, mens to andre ryttere, italieneren Giovanni Lombardi og belgieren Cédric Mathy også bejlede til den endelige sejr. Den sidste spurt gave ekstra point, og Mathy vandt den og kom dermed på 41 point, mens Lombardi blev nummer to og kom på 44 point, mens van Bon med en fjerdeplads måtte nøjes med to point og dermed kun nåede 43 point. Dermed vandt Lombardi guld, van Bon sølv og Mathy bronze.
Ved OL 2000 i Sydney deltog van Bon i landevejsløb med fælles start, og han kom i mål som nummer 24 sammen med hovedfeltet 1.38 minutter efter vinderen Jan Ullrich.